# Formule 1 in 1984
Het Formule 1-seizoen 1984 was het 35ste FIA Formula One World Championship seizoen. Het begon op 25 maart en eindigde op 21 oktober na zestien races.
Om veiligheidsredenen werd het bijtanken gedurende de race, wat in 1982 pas was ingevoerd door het Brabham-team, opnieuw verboden. Het verbod op bijtanken werd in 1994 opnieuw afgeschaft en er mocht vanaf dan terug bijgetankt worden gedurende de race. Vanaf 2010 is er opnieuw een bijtank verbod opgelegd. Daarnaast werd er een brandstoflimiet van 225 liter per race ingevoerd om de motoren minder krachtig te laten zijn.
Niki Lauda werd kampioen met een half punt voorsprong op McLaren-teamgenoot Alain Prost, de kleinste voorsprong uit de geschiedenis van de Formule 1.

## Kalender
Na 24 jaar afwezigheid keerde de Grand Prix van Portugal terug op de kalender.
| GP nr. | Ronde | Grand Prix                      | Circuit                    | Plaats             | Datum       |
| ------ | ----- | ------------------------------- | -------------------------- | ------------------ | ----------- |
| 389    | 1     | GP van Brazilië                 | Circuit van Jacarepagua    | Rio de Janeiro     | 25 maart    |
| 390    | 2     | GP van Zuid-Afrika              | Kyalami Grand Prix Circuit | Midrand            | 7 april     |
| 391    | 3     | GP van België                   | Circuit Zolder             | Heusden-Zolder     | 29 april    |
| 392    | 4     | GP van San Marino               | Autodromo Dino Ferrari     | Imola              | 6 mei       |
| 393    | 5     | GP van Frankrijk                | Circuit de Dijon-Prenois   | Dijon              | 20 mei      |
| 394    | 6     | GP van Monaco                   | Circuit de Monaco          | Monte Carlo        | 3 juni      |
| 395    | 7     | GP van Canada                   | Circuit Gilles Villeneuve  | Montreal (Quebec)  | 17 juni     |
| 396    | 8     | GP van de Verenigde Staten Oost | Stratencircuit Detroit     | Detroit (Michigan) | 24 juni     |
| 397    | 9     | GP van Dallas                   | Fair Park Circuit          | Dallas (Texas)     | 8 juli      |
| 398    | 10    | GP van Groot-Brittannië         | Brands Hatch               | West Kingsdown     | 22 juli     |
| 399    | 11    | GP van Duitsland                | Hockenheimring             | Hockenheim         | 5 augustus  |
| 400    | 12    | GP van Oostenrijk               | Österreichring             | Spielberg          | 19 augustus |
| 401    | 13    | GP van Nederland                | Circuit Park Zandvoort     | Zandvoort          | 26 augustus |
| 402    | 14    | GP van Italië                   | Autodromo Nazionale Monza  | Monza              | 9 september |
| 403    | 15    | GP van Europa                   | Nürburgring GP-Strecke     | Nürburg            | 7 oktober   |
| 404    | 16    | GP van Portugal                 | Autódromo do Estoril       | Estoril            | 21 oktober  |

### Afgelast
- De Grand Prix van de Verenigde Staten in Flushing Meadows werd voor de tweede keer afgelast (mede door een niet succesvolle CART-wedstrijd op het nabij gelegen Meadowlands Sports Complex) en vervangen door de Grand Prix van Hongarije.[1]
- De Grand Prix van Hongarije werd op zijn beurt echter vervangen door de Grand Prix van Europa omdat de plannen voor de race in het park moeilijk uitvoerbaar bleken.[2]
- De Grand Prix van Spanje op een nieuw stratencircuit in Fuengirola werd afgelast vanwege begrotingsproblemen en vervangen door de Grand Prix van Portugal.[3]

| Ronde | Grand Prix                 | Circuit                  | Plaats              | Originele datum |
| ----- | -------------------------- | ------------------------ | ------------------- | --------------- |
| 15    | GP van de Verenigde Staten | Flushing Meadows Circuit | New York (New York) | 23 september    |
| 15    | GP van Hongarije           | Népliget Park Circuit    | Boedapest           | 7 oktober       |
| 16    | GP van Spanje              | Stratenircuit Fuengirola | Fuengirola          | 21 oktober      |

## Resultaten en klassement

### Grands Prix
| Ronde | Grand Prix                      | Poleposition     | Snelste ronde                  | Winnende coureur | Winnende constructeur | Banden | Verslag |
| ----- | ------------------------------- | ---------------- | ------------------------------ | ---------------- | --------------------- | ------ | ------- |
| 1     | GP van Brazilië                 | Elio de Angelis  | Alain Prost                    | Alain Prost      | McLaren-TAG           | M      | Verslag |
| 2     | GP van Zuid-Afrika              | Nelson Piquet    | Patrick Tambay                 | Niki Lauda       | McLaren-TAG           | M      | Verslag |
| 3     | GP van België                   | Michele Alboreto | René Arnoux                    | Michele Alboreto | Ferrari               | G      | Verslag |
| 4     | GP van San Marino               | Nelson Piquet    | Nelson Piquet                  | Alain Prost      | McLaren-TAG           | M      | Verslag |
| 5     | GP van Frankrijk                | Patrick Tambay   | Alain Prost                    | Niki Lauda       | McLaren-TAG           | M      | Verslag |
| 6     | GP van Monaco                   | Alain Prost      | Ayrton Senna                   | Alain Prost      | McLaren-TAG           | M      | Verslag |
| 7     | GP van Canada                   | Nelson Piquet    | Nelson Piquet                  | Nelson Piquet    | Brabham-BMW           | M      | Verslag |
| 8     | GP van de Verenigde Staten Oost | Nelson Piquet    | Derek Warwick                  | Nelson Piquet    | Brabham-BMW           | M      | Verslag |
| 9     | GP van Dallas                   | Nigel Mansell    | Niki Lauda                     | Keke Rosberg     | Williams-Honda        | G      | Verslag |
| 10    | GP van Groot-Brittannië         | Nelson Piquet    | Niki Lauda                     | Niki Lauda       | McLaren-TAG           | M      | Verslag |
| 11    | GP van Duitsland                | Alain Prost      | Alain Prost                    | Alain Prost      | McLaren-TAG           | M      | Verslag |
| 12    | GP van Oostenrijk               | Nelson Piquet    | Niki Lauda                     | Niki Lauda       | McLaren-TAG           | M      | Verslag |
| 13    | GP van Nederland                | Alain Prost      | René Arnoux                    | Alain Prost      | McLaren-TAG           | M      | Verslag |
| 14    | GP van Italië                   | Nelson Piquet    | Niki Lauda                     | Niki Lauda       | McLaren-TAG           | M      | Verslag |
| 15    | GP van Europa                   | Nelson Piquet    | Nelson Piquet Michele Alboreto | Alain Prost      | McLaren-TAG           | M      | Verslag |
| 16    | GP van Portugal                 | Nelson Piquet    | Niki Lauda                     | Alain Prost      | McLaren-TAG           | M      | Verslag |

### Puntentelling
Punten worden toegekend aan de top zes geklasseerde coureurs. 
| Positie | 01e0 | 02e0 | 03e0 | 04e0 | 05e0 | 06e0 |
| Punten  | 9    | 6    | 4    | 3    | 2    | 1    |

### Klassement bij de coureurs
De elf beste resultaten van alle wedstrijden tellen mee voor de eindstand.
| Pos. | Nr.             | Coureur            | Grands Prix | Grands Prix | Grands Prix | Grands Prix | Grands Prix | Grands Prix | Grands Prix | Grands Prix | Grands Prix | Grands Prix | Grands Prix | Grands Prix | Grands Prix | Grands Prix | Grands Prix | Grands Prix | Punten |
| Pos. | Nr.             | Coureur            | BRA         | ZAF         | BEL         | SMR         | FRA         | MON‡        | CAN         | VSO         | DAL         | GBR         | DUI         | OOS         | NED         | ITA         | EUR         | POR         | Punten |
| ---- | --------------- | ------------------ | ----------- | ----------- | ----------- | ----------- | ----------- | ----------- | ----------- | ----------- | ----------- | ----------- | ----------- | ----------- | ----------- | ----------- | ----------- | ----------- | ------ |
| 1    | 8               | Niki Lauda         | DNF         | 1           | DNF         | DNF         | 1           | DNF         | 2           | DNF         | DNFS        | 1S          | 2           | 1S          | 2           | 1S          | 4           | 2S          | 72     |
| 2    | 7               | Alain Prost        | 1S          | 2           | DNF         | 1           | 7P          | 1P          | 3           | 4           | DNF         | DNF         | 1PS0        | DNF         | 1P          | DNF         | 1           | 1           | 71½    |
| 3    | 11              | Elio de Angelis    | 3P          | 7           | 5           | 3           | 5           | 5           | 4           | 2           | 3           | 4           | DNF         | DNF         | 4           | DNF         | DNF         | 5           | 34     |
| 4    | 27              | Michele Alboreto   | DNF         | 11          | 1P          | DNF         | DNF         | 6           | DNF         | DNF         | DNF         | 5           | DNF         | 3           | DNF         | 2           | 2S          | 4           | 30½    |
| 5    | 1               | Nelson Piquet      | DNF         | DNFP        | 9           | DNFPS0      | DNF         | DNF         | 1PS0        | 1P          | DNF         | 7P          | DNF         | 2P          | DNF         | DNFP        | 3PS0        | 6P          | 29     |
| 6    | 28              | René Arnoux        | DNF         | DNF         | 3S          | 2           | 4           | 3           | 5           | DNF         | 2           | 6           | 6           | 7           | 11S         | DNF         | 5           | 9           | 27     |
| 7    | 16              | Derek Warwick      | DNF         | 3           | 2           | 4           | DNF         | DNF         | DNF         | DNFS        | DNF         | 2           | 3           | DNF         | DNF         | DNF         | 11          | DNF         | 23     |
| 8    | 6               | Keke Rosberg       | 2           | DNF         | 4           | DNF         | 6           | 4           | DNF         | DNF         | 1           | DNF         | DNF         | DNF         | 8           | DNF         | DNF         | DNF         | 20½    |
| 9    | 19              | Ayrton Senna       | DNF         | 6           | 6           | DNQ         | DNF         | 2S          | 7           | DNF         | DNF         | 3           | DNF         | DNF         | DNF         |             | DNF         | 3           | 13     |
| 10   | 12              | Nigel Mansell      | DNF         | DNF         | DNF         | DNF         | 3           | DNF         | 6           | DNF         | 6P          | DNF         | 4           | DNF         | 3           | DNF         | DNF         | DNF         | 13     |
| 11   | 15              | Patrick Tambay     | 5           | DNFS        | 7           | DNF         | 2S          | DNF         | WD          | DNF         | DNF         | 8           | 5           | DNF         | 6           | DNF         | DNF         | 7           | 11     |
| 12   | 2               | Teo Fabi           | DNF         | DNF         | DNF         | DNF         | 9           |             |             | 3           |             | DNF         | DNF         | 4           | 5           | DNF         | DNF         |             | 9      |
| 13   | 22              | Riccardo Patrese   | DNF         | 4           | DNF         | DNF         | DNF         | DNF         | DNF         | DNF         | DNF         | 12          | DNF         | 10          | DNF         | 3           | 6           | 8           | 8      |
| 14   | 5               | Jacques Laffite    | DNF         | DNF         | DNF         | DNF         | 8           | 8           | DNF         | 5           | 4           | DNF         | DNF         | DNF         | DNF         | DNF         | DNF         | 14          | 5      |
| 15   | 18              | Thierry Boutsen    | 6           | 12          | DNF         | 5           | 11          | DNQ         | DNF         | DNF         | DNF         | DNF         | DNF         | 5           | DNF         | 10          | 9           | DNF         | 5      |
| 16   | 23              | Eddie Cheever      | 4           | DNF         | DNF         | 7           | DNF         | DNQ         | 11          | DNF         | DNF         | DNF         | DNF         | DNF         | 13          | 9           | DNF         | 17          | 3      |
| 17   | 19              | Stefan Johansson   |             |             |             |             |             |             |             |             |             | DSQ         | DSQ         | DNQ         | DSQ         | 4           | DNF         | 11          | 3      |
| 18   | 26              | Andrea de Cesaris  | DNF         | 5           | DNF         | 6           | 10          | DNF         | DNF         | DNF         | DNF         | 10          | 7           | DNF         | DNF         | DNF         | 7           | 12          | 3      |
| 19   | 24              | Piercarlo Ghinzani | DNF         | DNS         | DNF         | DNQ         | 12          | 7           | DNF         | DNF         | 5           | 9           | DNF         | DNF         | DNF         | 7           | DNF         | DNF         | 2      |
| 20   | 17              | Marc Surer         | 7           | 8           | 9           | DNF         | DNF         | DNQ         | DNF         | DNF         | DNF         | 11          | DNF         | 6           | DNF         | DNF         | DNF         | DNF         | 1      |
| —    | 30              | Jo Gartner         |             |             |             | DNF         |             |             |             |             |             | DNF         | DNF         | DNF         | 12          | 5 *         | DNF         | 16          | 0      |
| —    | 31              | Gerhard Berger     |             |             |             |             |             |             |             |             |             |             |             | 12          |             | 6 *         | DNF         | 13          | 0      |
| —    | 25              | François Hesnault  | DNF         | 10          | DNF         | DNF         | DNS         | DNF         | DNF         | DNF         | DNF         | DNF         | 8           | 8           | 7           | DNF         | 10          | DNF         | 0      |
| —    | 2               | Corrado Fabi       |             |             |             |             |             | DNF         | DNF         |             | 7           |             |             |             |             |             |             |             | 0      |
| —    | 21              | Mauro Baldi        | DNF         | 8           | DNF         | 8           | DNF         | DNQ         |             |             |             |             |             |             |             |             | 8           | 15          | 0      |
| —    | 14 (14x) 2 (1x) | Manfred Winkelhock | DSQ         | DNF         | DNF         | DNF         | DNF         | DNF         | 8           | DNF         | 8           | DNF         | DNF         | DNS         | DNF         | DNS         |             | 10          | 0      |
| —    | 10              | Jonathan Palmer    | 8           | DNF         | 10          | 9           | 13          | DNQ         |             | DNF         | DNF         | DNF         | DNF         | 9           | 9           | DNF         | DNF         | DNF         | 0      |
| —    | 21              | Huub Rothengatter  |             |             |             |             |             |             | NC          | DNQ         | DNF         | NC          | 9           | NC          | DNF         | 8           |             |             | 0      |
| —    | 20              | Johnny Cecotto     | DNF         | DNF         | DNF         | NC          | DNF         | DNF         | 9           | DNF         | DNF         | DNQ         |             |             |             |             |             |             | 0      |
| —    | 9               | Philippe Alliot    | DNF         | DNF         | DNQ         | DNF         | DNF         | DNQ         | 10          | DNF         | DNS         | DNF         | DNF         | 11          | 10          | DNF         | DNF         | DNF         | 0      |
| —    | 4               | Stefan Bellof      | DSQ         | DSQ         | DSQ         | DSQ         | DSQ         | DSQ         | DSQ         | DSQ         | DSQ         | DSQ         |             | DSQ         | DSQ         |             |             |             | 0      |
| —    | 3               | Martin Brundle     | DSQ         | DSQ         | DSQ         | DSQ         | DSQ         | DNQ         | DSQ         | DSQ         | DNQ         |             |             |             |             |             |             |             | 0      |
| —    | 4               | Mike Thackwell     |             |             |             |             |             |             | DNF         |             |             |             | DNQ         |             |             |             |             |             | 0      |
| —    | 33              | Philippe Streiff   |             |             |             |             |             |             |             |             |             |             |             |             |             |             |             | DNF         | 0      |
| —    | 20              | Pierluigi Martini  |             |             |             |             |             |             |             |             |             |             |             |             |             | DNQ         |             |             | 0      |
| Pos. | Nr.             | Coureur            | BRA         | ZAF         | BEL         | SMR         | FRA         | MON‡        | CAN         | VSO         | DAL         | GBR         | DUI         | OOS         | NED         | ITA         | EUR         | POR         | Punten |
| Pos. | Nr.             | Coureur            | Grands Prix |             |             |             |             |             |             |             |             |             |             |             |             |             |             |             | Punten |

| Resultaat                       |
| ------------------------------- |
| Winnaar                         |
| Tweede plaats                   |
| Derde plaats                    |
| Gefinisht (punten behaald)      |
| Gefinisht (geen punten behaald) |
| Niet geklasseerd (NC)           |
| Uitgevallen (DNF)               |
| Niet gekwalificeerd (DNQ)       |
| Gediskwalificeerd (DSQ)         |
| Niet gestart (DNS)              |
| Gewond (INJ)                    |
| Uitgesloten (EX)                |
| Teruggetrokken (WD)             |
| Niet deelgenomen (blanco cel)   |
| P Pole position                 |
| S Snelste ronde                 |

- * Zowel Jo Gartner als Gerhard Berger kregen geen punten omdat ze in een tweede wagen van Osella-Alfa Romeo, respectievelijk ATS-BMW reden en deze teams maar één wagen hadden ingeschreven aan het begin van het kampioenschap.
- ‡ Halve punten werden toegekend tijdens de GP van Monaco omdat er minder dan 75% van de wedstrijd was afgelegd door hevige regenval.

### Klassement bij de constructeurs
Alle behaalde coureurspunten tellen mee voor het constructeurskampioenschap.
| Pos. | Constructeur      | Nr. | Grands Prix | Grands Prix | Grands Prix | Grands Prix | Grands Prix | Grands Prix | Grands Prix | Grands Prix | Grands Prix | Grands Prix | Grands Prix | Grands Prix | Grands Prix | Grands Prix | Grands Prix | Grands Prix | Punten |
| Pos. | Constructeur      | Nr. | BRA         | ZAF         | BEL         | SMR         | FRA         | MON‡        | CAN         | VSO         | DAL         | GBR         | DUI         | OOS         | NED         | ITA         | EUR         | POR         | Punten |
| ---- | ----------------- | --- | ----------- | ----------- | ----------- | ----------- | ----------- | ----------- | ----------- | ----------- | ----------- | ----------- | ----------- | ----------- | ----------- | ----------- | ----------- | ----------- | ------ |
| 1    | McLaren-TAG       | 7   | 1S          | 2           | DNF         | 1           | 7P          | 1P          | 3           | 4           | DNF         | DNF         | 1PS0        | DNF         | 1P          | DNF         | 1           | 1           | 143½   |
| 1    | McLaren-TAG       | 8   | DNF         | 1           | DNF         | DNF         | 1           | DNF         | 2           | DNF         | DNFS        | 1S          | 2           | 1S          | 2           | 1S          | 4           | 2S          | 143½   |
| 2    | Ferrari           | 27  | DNF         | 11          | 1P          | DNF         | DNF         | 6           | DNF         | DNF         | DNF         | 5           | DNF         | 3           | DNF         | 2           | 2S          | 4           | 57½    |
| 2    | Ferrari           | 28  | DNF         | DNF         | 3S          | 2           | 4           | 3           | 5           | DNF         | 2           | 6           | 6           | 7           | 11S         | DNF         | 5           | 9           | 57½    |
| 3    | Lotus-Renault     | 11  | 3P          | 7           | 5           | 3           | 5           | 5           | 4           | 2           | 3           | 4           | DNF         | DNF         | 4           | DNF         | DNF         | 5           | 47     |
| 3    | Lotus-Renault     | 12  | DNF         | DNF         | DNF         | DNF         | 3           | DNF         | 6           | DNF         | 6P          | DNF         | 4           | DNF         | 3           | DNF         | DNF         | DNF         | 47     |
| 4    | Brabham-BMW       | 1   | DNF         | DNFP        | 9           | DNFPS0      | DNF         | DNF         | 1PS0        | 1P          | DNF         | 7P          | DNF         | 2P          | DNF         | DNFP        | 3PS0        | 6P          | 38     |
| 4    | Brabham-BMW       | 2   | DNF         | DNF         | DNF         | DNF         | 9           | DNF         | DNF         | 3           | 7           | DNF         | DNF         | 4           | 5           | DNF         | DNF         | 10          | 38     |
| 5    | Renault           | 15  | 5           | DNFS        | 7           | DNF         | 2S          | DNF         | WD          | DNF         | DNF         | 8           | 5           | DNF         | 6           | DNF         | DNF         | 7           | 34     |
| 5    | Renault           | 16  | DNF         | 3           | 2           | 4           | DNF         | DNF         | DNF         | DNFS        | DNF         | 2           | 3           | DNF         | DNF         | DNF         | 11          | DNF         | 34     |
| 5    | Renault           | 33  |             |             |             |             |             |             |             |             |             |             |             |             |             |             |             | DNF         | 34     |
| 6    | Williams-Honda    | 5   | DNF         | DNF         | DNF         | DNF         | 8           | 8           | DNF         | 5           | 4           | DNF         | DNF         | DNF         | DNF         | DNF         | DNF         | 14          | 25½    |
| 6    | Williams-Honda    | 6   | 2           | DNF         | 4           | DNF         | 6           | 4           | DNF         | DNF         | 1           | DNF         | DNF         | DNF         | 8           | DNF         | DNF         | DNF         | 25½    |
| 7    | Toleman-Hart      | 19  | DNF         | 6           | 6           | DNQ         | DNF         | 2S          | 7           | DNF         | DNF         | 3           | DNF         | DNF         | DNF         | 4           | DNF         | 3           | 16     |
| 7    | Toleman-Hart      | 20  | DNF         | DNF         | DNF         | NC          | DNF         | DNF         | 9           | DNF         | DNF         | DNQ         |             |             |             | DNQ         | DNF         | 11          | 16     |
| 8    | Alfa Romeo        | 22  | DNF         | 4           | DNF         | DNF         | DNF         | DNF         | DNF         | DNF         | DNF         | 12          | DNF         | 10          | DNF         | 3           | 6           | 8           | 11     |
| 8    | Alfa Romeo        | 23  | 4           | DNF         | DNF         | 7           | DNF         | DNQ         | 11          | DNF         | DNF         | DNF         | DNF         | DNF         | 13          | 9           | DNF         | 17          | 11     |
| 9    | Ligier-Renault    | 25  | DNF         | 10          | DNF         | DNF         | DNS         | DNF         | DNF         | DNF         | DNF         | DNF         | 8           | 8           | 7           | DNF         | 10          | DNF         | 3      |
| 9    | Ligier-Renault    | 26  | DNF         | 5           | DNF         | 6           | 10          | DNF         | DNF         | DNF         | DNF         | 10          | 7           | DNF         | DNF         | DNF         | 7           | 12          | 3      |
| 10   | Arrows-Ford       | 17  | 7           | 8           | 9           |             | DNF         | DNQ         | DNF         | DNF         |             |             |             |             |             |             |             |             | 3      |
| 10   | Arrows-Ford       | 18  | 6           | 12          |             | 5           |             |             |             |             |             |             |             |             |             |             |             |             | 3      |
| 11   | Arrows-BMW        | 17  |             |             |             | DNF         |             |             |             |             | DNF         | 11          | DNF         | 6           | DNF         | DNF         | DNF         | DNF         | 3      |
| 11   | Arrows-BMW        | 18  |             |             | DNF         |             | 11          | DNQ         | DNF         | DNF         | DNF         | DNF         | DNF         | 5           | DNF         | 10          | 9           | DNF         | 3      |
| 12   | Osella-Alfa Romeo | 24  | DNF         | DNS         | DNF         | DNQ         | 12          | 7           | DNF         | DNF         | 5           | 9           | DNF         | DNF         | DNF         | 7           | DNF         | DNF         | 2      |
| 12   | Osella-Alfa Romeo | 30  |             |             |             | DNF         |             |             |             |             |             | DNF         | DNF         | DNF         | 12          | 5 *1        | DNF         | 16          | 2      |
| 13   | ATS-BMW           | 14  | DSQ         | DNF         | DNF         | DNF         | DNF         | DNF         | 8           | DNF         | 8           | DNF         | DNF         | DNS         | DNF         | DNS         |             | 13          | 0      |
| 13   | ATS-BMW           | 31  |             |             |             |             |             |             |             |             |             |             |             | 12          |             | 6 *1        | DNF         |             | 0      |
| 14   | Spirit-Hart       | 21  | DNF         | 8           | DNF         | 8           | DNF         | DNQ         | NC          |             | DNF         | NC          | 9           | NC          | DNF         | 8           | 8           | 15          | 0      |
| 15   | RAM-Hart          | 9   | DNF         | DNF         | DNQ         | DNF         | DNF         | DNQ         | 10          | DNF         | DNS         | DNF         | DNF         | 11          | 10          | DNF         | DNF         | DNF         | 0      |
| 15   | RAM-Hart          | 10  | 8           | DNF         | 10          | 9           | 13          | DNQ         | DNF         | DNF         | DNF         | DNF         | DNF         | 9           | 9           | DNF         | DNF         | DNF         | 0      |
| —    | Spirit-Ford       | 21  |             |             |             |             |             |             |             | DNQ         |             |             |             |             |             |             |             |             | 0      |
| DSQ  | Tyrrell-Ford      | 3   | DSQ         | DSQ         | DSQ         | DSQ         | DSQ         | DNQ         | DSQ         | DSQ         | DNQ         | DSQ         | DSQ         | DNQ         | DSQ         |             |             |             | 0 *2   |
| DSQ  | Tyrrell-Ford      | 4   | DSQ         | DSQ         | DSQ         | DSQ         | DSQ         | DSQ         | DSQ         | DSQ         | DSQ         | DSQ         | DNQ         | DSQ         | DSQ         |             |             |             | 0 *2   |
| Pos. | Constructeur      | Nr. | BRA         | ZAF         | BEL         | SMR         | FRA         | MON‡        | CAN         | VSO         | DAL         | GBR         | DUI         | OOS         | NED         | ITA         | EUR         | POR         | Punten |
| Pos. | Constructeur      | Nr. | Grands Prix |             |             |             |             |             |             |             |             |             |             |             |             |             |             |             | Punten |

| Resultaat                       |
| ------------------------------- |
| Winnaar                         |
| Tweede plaats                   |
| Derde plaats                    |
| Gefinisht (punten behaald)      |
| Gefinisht (geen punten behaald) |
| Niet geklasseerd (NC)           |
| Uitgevallen (DNF)               |
| Niet gekwalificeerd (DNQ)       |
| Gediskwalificeerd (DSQ)         |
| Niet gestart (DNS)              |
| Gewond (INJ)                    |
| Uitgesloten (EX)                |
| Teruggetrokken (WD)             |
| Niet deelgenomen (blanco cel)   |
| P Pole position                 |
| S Snelste ronde                 |

- * 1 Zowel Jo Gartner als Gerhard Berger kregen geen punten omdat ze in een tweede wagen van Osella-Alfa Romeo, respectievelijk ATS-BMW reden en deze teams maar één wagen hadden ingeschreven aan het begin van het kampioenschap.
- * 2 Tyrrell werd op 18 juli gediskwalificeerd en geschrapt uit alle races tot dan toe. Ze mochten de rest van het seizoen racen maar konden daarmee geen punten meer scoren. De laatste drie races van het seizoen werden niet gereden door Tyrrell.
- ‡ Halve punten werden toegekend tijdens de GP van Monaco omdat er minder dan 75% van de wedstrijd was afgelegd door hevige regenval.

1950 · 1951 · 1952 · 1953 · 1954 · 1955 · 1956 · 1957 · 1958 · 1959 · 1960 · 1961 · 1962 · 1963 · 1964 · 1965 · 1966 · 1967 · 1968 · 1969 · 1970 · 1971 · 1972 · 1973 · 1974 · 1975 · 1976 · 1977 · 1978 · 1979 · 1980 · 1981 · 1982 · 1983 · 1984 · 1985 · 1986 · 1987 · 1988 · 1989 · 1990 · 1991 · 1992 · 1993 · 1994 · 1995 · 1996 · 1997 · 1998 · 1999 · 2000 · 2001 · 2002 · 2003 · 2004 · 2005 · 2006 · 2007 · 2008 · 2009 · 2010 · 2011 · 2012 · 2013 · 2014 · 2015 · 2016 · 2017 · 2018 · 2019 · 2020 · 2021 · 2022 · 2023 · 2024 · 2025 · 2026 
 Lijst van Formule 1 Grand Prix-wedstrijden